# Synsiphonium anderssoni
Synsiphonium anderssoni är en havsanemonart som först beskrevs av Westblad 1952.  Synsiphonium anderssoni ingår i släktet Synsiphonium och familjen Edwardsiidae. Inga underarter finns listade i Catalogue of Life.